# Nick Hornsby
Nicholas Julian Hornsby (* 21. Juni 1995 in Irvine, Kalifornien) ist ein US-amerikanischer Basketballspieler, der auf der Position des Small Forwards und des Power Forwards spielt. Er spielt seit Mai 2024 für die Edmonton Stingers in der kanadischen CEBL.

## Zeit in der Highschool (2009–2013)
Hornsby spielte von 2009 bis 2013 an der Tustin High School in Kalifornien. Dort machte sich der US-Amerikaner schnell einen Namen und wurde in seinem letzten Jahr von ESPN als einer der „20 besten Highschool-Abgänger im Basketballsport in Kalifornien“ ausgezeichnet. Zeitgleich wurde er 2012/13 Mannschaftskapitän seiner Farben und führte diese mit durchschnittlich 16,7 Punkten und 8,3 Rebounds pro Partie an. Die Mannschaft gewann verschiedene Turniere, unter anderem die CIF Southern Section 3AAA oder die Empire League.
Für die „Tillers“ stand Hornsby nicht nur auf dem Basketballparkett, sondern verstärkte auch drei Spielzeiten lang die Volleyballmannschaft der Tustin High School. Am 18. Dezember 2022 wurde er von der Tustin High School in die Ruhmeshalle der Schule aufgenommen. Neben Hornsby wurde auch u. a. TJ Shorts geehrt, der mit ihm zusammenspielte.

## Zeit in der NCAA (2013–2017)
Im Jahr 2013 schloss sich Hornsby der Sacramento State University in der NCAA Division I an. In der Big Sky Conference trafen die „Hornets“ unter anderem auf die University of Idaho oder die Portland State University. Während Hornsby in seiner ersten Saison 2013/14 nur wenig Spielzeit erhielt (rund 14 Minuten pro Spiel), steigerten sich seine Minuten kontinuierlich (2016/17 waren es durchschnittlich 29:48 Minuten pro Begegnung). Auch seine Statistiken wurden von Jahr zu Jahr besser. Erzielte der Forward in seiner Debüt-Spielzeit 3,7 Zähler pro Partie, waren es in seinem Abschlussjahr starke 11,3 Punkte und 8 Rebounds pro Spiel. Im Januar 2017 wurde er zum „Besten Spieler der Woche“ in der Big Sky Conference ernannt.
Im Mai 2017 verließ er die Hochschule mit einem Abschluss in Soziologie.

## Professionelle Karriere (seit 2017)
Im Sommer 2017 verpflichteten die Verantwortlichen der Gießen 46ers Hornsby für die zweite Mannschaft, welche in der ProB spielte. Schnell wurde er zum Leistungsträger seiner Mannschaft und war mit Mittelwerten von 13,8 Punkten und 7,5 Rebounds pro Partie mit dafür verantwortlich, dass die Mittelhessen das Viertelfinale in den Playoffs erreichten. Dort scheiterte man in der „Best-Of-Three“-Serie an den Rostock Seawolves mit 1:2. Gleichzeitig sammelte Hornsby erstmals Erfahrung in der Basketball-Bundesliga und stand für die 46ers in zwei Bundesliga-Partien auf dem Feld.
Die Bayer Giants Leverkusen wurden auf den US-Amerikaner aufmerksam und verpflichteten Hornsby. Die Leverkusener hatten zunächst das Ziel ausgegeben, in der ProB-Saison 2018/19 die Playoffs zu erreichen, doch schnell wurde deutlich, dass die Rheinländer nur schwer zu bezwingen waren. Mit einer Bilanz von 21 Siegen und lediglich einer Niederlage belegten sie nach der Hauptrunde den ersten Tabellenplatz in der Südstaffel. Im Anschluss setzten sich die „Riesen vom Rhein“ in den Playoffs gegen die EN Baskets Schwelm (Achtelfinale – 2:0), Junior EWE Baskets Oldenburg (Viertelfinale – 2:1) und SSV Lokomotive Bernau (Halbfinale – 2:0) durch. Damit war Bayer der Aufstieg in die ProA nicht mehr zu nehmen. Schlussendlich wurden die Giants ProB-Meister: Im Finale bezwang man die WWU Baskets Münster (89:86 / 88:60). Hornsby wurde im Anschluss an die Saison mit durchschnittlich 12,2 Punkten, 7,9 Rebounds und 3,8 Assists pro Partie zum „Most Valuable Player“ (Bester Spieler der Liga) der ProB gewählt.
Nach dem Aufstieg in die ProA machten die Leverkusener Verantwortlichen schnell „Nägel mit Köpfen“ und verlängerten den auslaufenden Vertrag mit Hornsby um eine weitere Spielzeit. Bis zum vorzeitigen Abbruch der Saison durch die COVID-19-Pandemie standen die Leverkusener in der Abschlussrangliste auf dem fünften Tabellenplatz. Hornsby war mit 14,2 Zählern pro Begegnung bester Punktesammler seiner Mannschaft.
Nachdem er zur neuen Saison keinen neuen Verein finden konnte, wurde er im Februar 2021 von Hapoel Be’er Scheva nachverpflichtet. In der israelischen Ligat ha’Al (1. Liga) unterschrieb Hornsby einen Einjahresvertrag mit einer Option für die Spielzeit 2021/22. Im Juli 2021 gab sein Verein Be’er Scheva bekannt, die Option für das Spieljahr 2021/22 in Anspruch zu nehmen. In der Saison 2021/22 kam er lediglich zu drei Einsätzen (9 Punkte je Spiel).
Hornsby spielte bis 2022 in Israel. Im Oktober 2022 wurde er in seinem Heimatland beim Draftverfahren der NBA G-League an 28. Stelle der dritten Auswahlrunde von der Mannschaft Capital City Go-Go aufgerufen. Er war im G-League Draft 2022 der letzte Spieler, dessen Rechte bei dem Verfahren vergeben wurden. Knapp eine Woche später wurde er noch vor dem Saisonauftakt entlassen.
Ende Dezember 2022 gaben die Bayer Giants Leverkusen Hornsbys Rückkehr bekannt. Er erhielt, wie bei seinem ersten Engagement in der Farbenstadt von 2018 bis 2020, die Rückennummer 33. Der „Point Forward“ unterschrieb einen Vertrag bis zum Saisonende 2022/23. Beim deutschen Basketball-Rekordmeister sollte Hornsby dafür sorgen, dass der Klub auch 2023/24 in der ProA an den Start geht. Die Mannschaft von Trainer Hansi Gnad stand zum Zeitpunkt von Nick Hornsbys Verpflichtung auf dem vorletzten Tabellenplatz. Neben dem US-Amerikaner verpflichteten die Giants kurz darauf Center Gabriel de Oliveira und Point Guard TreVion Crews. Nach einem zwischenzeitlichen Hoch der Leverkusener (Bayer gewann fünf Spiele in Serie), ging es für den Werksverein wieder bergab. Am Ende der Hauptrunde stiegen die Korbjäger aus dem Rheinland als Tabellenvorletzter ab. Hornsby wusste in der ProA-Saison 2022/23 dagegen mit guten Statistiken zu überzeugen: Im Durchschnitt erzielte der US-Amerikaner 13,4 Punkte, griff 6,6 Rebounds ab und verteilte 3,6 Assists pro Spiel. Der Forward kam in insgesamt 20 Partien zum Einsatz und erzielte in sechs Begegnungen mindestens 18 oder mehr Zähler. Seine beste Leistung zeigte er am 15. Spieltag gegen die Gießen 46ers (93:97). Gegen die Mittelhessen schrammte Hornsby mit 22 Punkten, zehn Rebounds und fünf Assists knapp an einem „Triple-Double“ vorbei.
Ende März 2023 unterschrieb Hornsby einen Vertrag bei den Edmonton Stingers in der kanadischen CEBL (Canadian Elite Basketball League), welche von Mai bis August ausgetragen wird. Bei den Stingers erhielt er die Rückennummer 11. In seinem Debüt gegen Calgary Surge (70:74) erzielte der US-Amerikaner fünf Punkte, sechs Rebounds und zwei Korbvorlagen. Am 1. Juni 2023 erzielte Hornsby den entscheidenden Korb zum 99:94-Sieg gegen die Niagara River Lions. Mit 22 Zählern war der Forward neben Aher Uguak (2022/23 bei den Niners Chemnitz / ebenfalls 22 Punkte) bester Korbschütze der Partie. Er wurde ein wichtiger Spieler der Mannschaft aus Edmonton und punktete bis zum Ende der Saison in 16 von insgesamt 22 Partien zweistellig. In den Playoffs scheiterte man knapp an Calgary Surge mit 70:74. Mit durchschnittlich 12,4 Punkten pro Spielrunde war der Forward drittbester Korbschütze seiner Farben.
Im Juli 2023 unterschrieb Hornsby einen Vertrag über eine Spielzeit beim israelischen Zweitligaverein Maccabi Haifa. Aufgrund des Terrorangriffs der Hamas auf Israel löste er seinen Vertrag in Haifa einseitig auf. Am 23. Oktober 2023 wurde Hornsby beim ProA-Ligisten Eisbären Bremerhaven als Neuzugang vorgestellt. Mit den Norddeutschen belegte er nach der Hauptrunde den zehnten Tabellenplatz in der ProA-Spielzeit 2023/24. Die Playoffs 2024 verpasste man mit sechs Punkten Rückstand auf den UBC Münster, welcher Achter wurde. Er punktete in 23 seiner 28 Saisonspiele zweistellig. Des Weiteren kam er auf fünf „Double-doubles“. Seine statistisch gesehen beste Begegnung absolvierte er im Aufeinandertreffen gegen die Zweitvertretung von SC Rasta Vechta im Oktober 2023 (24 Punkte, sechs Rebounds, sechs Assists, Effektivitätswert von 33). Nach dem Saisonende 23/24 wechselte Hornsby erneut in der CEBL (Kanada) zu den Edmonton Stingers.

## Erfolge
- Meister der ProB (2019)
- Most Valuable Player der ProB (2019)
- Teilnahme an den Playoffs der ProB (2018 und 2019)

## Statistiken

### Hauptrunde
| Saison  | Team                           | G  | MIN   | 2P%   | 3P%  | FT%  | AS  | TR  | ST  | BL  | PTS  |
| ------- | ------------------------------ | -- | ----- | ----- | ---- | ---- | --- | --- | --- | --- | ---- |
| 2017/18 | Gießen 46ers Rackelos (ProB)   | 21 | 30:22 | 51.3  | 31.0 | 72.3 | 2.8 | 6.9 | 2.2 | 0.2 | 13.2 |
| 2017/12 | Gießen 46ers (BBL)             | 2  | 10:54 | 100.0 | 0.0  | 0.0  | 0.5 | 2.0 | 0.0 | 0.0 | 1.0  |
| 2018/19 | Bayer Giants Leverkusen (ProB) | 22 | 25:54 | 47.7  | 37.3 | 71.9 | 3.5 | 7.7 | 1.4 | 0.2 | 11.2 |
| 2019/20 | Leverkusen (ProA)              | 27 | 27:33 | 44.5  | 28.4 | 86.3 | 4.2 | 5.7 | 1.5 | 0.1 | 14.3 |
| 2020/21 | Hapoel Be’er Scheva (ISR)      | 9  | 21:00 | 52.6  | 55.6 | 80.0 | 2.1 | 4.2 | 0.7 | 0.0 | 7.7  |
| 2021/22 | Hapoel Be'er Scheva            | 3  | 23:00 | 39.3  | 22.6 | 75.0 | 5.5 | 6.7 | 1.7 | 0.0 | 9.0  |
| 2022/23 | Leverkusen (ProA)              | 20 | 27:45 | 58.5  | 39.1 | 81.4 | 3.6 | 6.6 | 1.5 | 0.1 | 13.4 |
| 2023    | Edmonton Stingers (CAN)        | 22 | 30:30 | 50.9  | 31.3 | 76.7 | 4.7 | 8.6 | 1.6 | 0.5 | 12.4 |
| 2023/24 | Eisbären Bremerhaven (ProA)    | 28 | 28:32 | 55.8  | 31.7 | 80.6 | 4.3 | 7.4 | 1.2 | 0.1 | 12.9 |
| 2024    | Edmonton Stingers (CAN)        | 21 | 29:00 | 48.9  | 39.1 | 74.4 | 4.6 | 6.8 | 1.2 | 0.2 | 10.9 |

### Playoffs (Europa)
| Saison  | Team              | G | MIN   | 2P%  | 3P%  | FT%  | AS  | TR   | ST  | BL  | PTS  |
| ------- | ----------------- | - | ----- | ---- | ---- | ---- | --- | ---- | --- | --- | ---- |
| 2017/18 | Giessen (ProB)    | 5 | 34:17 | 51.3 | 53.8 | 90.0 | 3.0 | 10.4 | 2.0 | 0.2 | 16.0 |
| 2018/19 | Leverkusen (ProB) | 9 | 26:47 | 46.7 | 38.5 | 75.6 | 3.6 | 8.4  | 2.2 | 0.2 | 14.6 |